# Grosser Preis des Kantons Aargau 1977
Il Grosser Preis des Kantons Aargau 1977, quattordicesima edizione della corsa, si svolse il 1º agosto su un percorso di 220,8 km, con partenza e arrivo a Gippingen. Fu vinto dal tedesco occidentale Dietrich Thurau della Ti-Raleigh davanti al belga Michel Pollentier e allo svizzero Roland Salm.

## Ordine d'arrivo (Top 10)
| Pos. | Corridore           | Squadra                | Tempo    |
| ---- | ------------------- | ---------------------- | -------- |
| 1    | Dietrich Thurau     | Ti-Raleigh             | 4h53'47" |
| 2    | Michel Pollentier   | Flandria-Velda-Latina  | a 27"    |
| 3    | Roland Salm         | Zonca                  | a 1'35"  |
| 4    | Jonathan Boyer      | Lejeune-BP             | a 13'46" |
| 5    | Ludo Van Der Linden | Frisol-Thirion-Gazelle | s.t.     |
| 6    | Rudi Hesters        | Flandria-Velda-Latina  | a 13'50" |
| 7    | Benny Schepmans     | Frisol-Thirion-Gazelle | a 14'32" |
| 8    | Etienne De Beule    | Fiat France            | s.t.     |
| 9    | Ronald Bouckaert    | Frisol-Thirion-Gazelle | s.t.     |
| 10   | Bruno Keller        | Kanel Teppiche-Colnago | s.t.     |